# Сирварт Чилингирян
Сирварт Саркис Чилингирян (на арменски: Սիրվարդ Սարգսի Չիլինկիրյան), по баща Астарджиян, е българска хореографка от арменски произход.

## Биография
Родена е на 28 септември 1926 г. в Добрич. През 1946 г. се омъжва за Норайр Чилингирян и се установява в Шумен. Създава танцова трупа от дванадесет момичета от Арменско училище „Вартан Мамигонян“ в Шумен. През 1947 г. шуменската арменска танцова трупа е първенец сред малцинствените състави и се явява и на заключителния концерт в София. През същата година се създава и оркестър оркестър с три мандолини, два акордеона и дъхол. През следващите години танцовият състав се увеличава до 35 души. Изпращана е два пъти на специализация в Армения. В България завършва курсове за хореограф и има първа категория ръководител на танцови самодейни колективи. През 1952 година получава покана да ръководи танцовия състав на новосъздадения турски театър в Шумен. С него тя печели първи награди на двата прегледа на турските театри в България.
За дългогодишната си всеотдайна и безкористна дейност като хореограф и ръководител на танцови колективи е удостоявана два пъти с орден „Кирил и Методий“ – втора степен, с медали „25 години Народна власт“, „100 години Априлско въстание“, орден за активна културна дейност. Носителка е и на златни медали от Втори и Трети републикански фестивал и Спартакиада.
Умира на 18 януари 1997 г.
Личният ѝ архив се съхранява във фонд 1662 в Държавен архив – Шумен. Той се състои от 22 архивни единици от периода 1946 – 2014 г.